# Neptis livingstonei
Neptis livingstonei är en fjärilsart som beskrevs av Suffert 1904. Neptis livingstonei ingår i släktet Neptis och familjen praktfjärilar. Inga underarter finns listade i Catalogue of Life.